# Нижнеждановский сельсовет
Нижнежда́новский сельсове́т — упразднённое муниципальное образование со статусом сельского поселения, существовавшее в составе Железногорского района Курской области до 2017 года.
Административным центром была деревня Нижнее Жданово.

## История
Образован в первые годы советской власти. До декабря 1991 года входил в состав Фатежского района, затем был передан в Железногорский район. 
Законом Курской области № 48-ЗКО от 21 октября 2004 года муниципальное образование Нижнеждановский сельсовет было наделено статусом сельского поселения.
Законом Курской области № 76-ЗКО от 26 октября 2017 года Нижнеждановский сельсовет был присоединён к Линецкому сельсовету.

## Населённые пункты
К моменту упразднения в состав Нижнеждановского сельсовета входило 8 населённых пунктов:
| № | Населённый пункт | Тип населённого пункта          | Население |
| - | ---------------- | ------------------------------- | --------- |
| 1 | Верхнее Жданово  | деревня                         | ↗193      |
| 2 | Заречье          | хутор                           | ↗26       |
| 3 | Калиновка        | деревня                         | ↘7        |
| 4 | Клюшниково       | деревня                         | ↗30       |
| 5 | Ленина           | хутор                           | ↘15       |
| 6 | Нижнее Жданово   | деревня, административный центр | ↘51       |
| 7 | Овсянниково      | деревня                         | ↘34       |
| 8 | Ольшанец         | хутор                           | ↘17       |

## Население
| 2002 | 2010 | 2012 | 2013 | 2014 | 2015 | 2016 |
| ---- | ---- | ---- | ---- | ---- | ---- | ---- |
| 424  | ↘373 | ↗376 | ↗382 | →382 | ↗385 | ↘374 |
| 2017 |      |      |      |      |      |      |
| ↗375 |      |      |      |      |      |      |

## Главы сельсовета
- Пилюгин Сергей Петрович (? — 2016 год);
- Брехова Татьяна Владимировна (2016—2017 годы).